# 아드리스 라티프

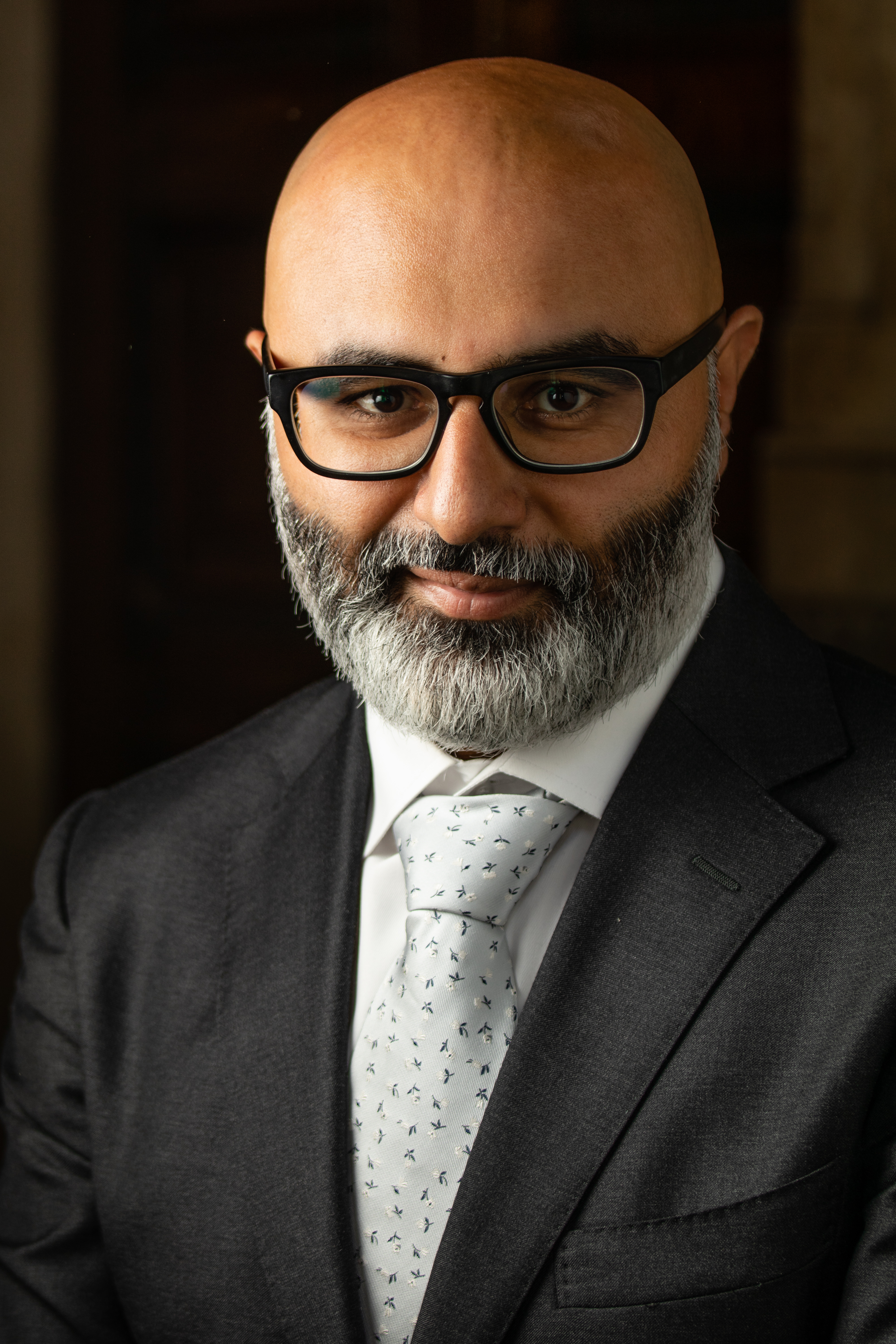

아드리스 라티프(Adrees Latif, 1973년 7월 21일 ~ )는 파키스탄의 기자이자 사진가이다.
라호르에서 태어난 라티프는 유년기를 사우디 아라비아에서 보내고 1980년에 미국으로 건너가 1993년부터 1996년까지 휴스턴 포스트(en)에서 근무 후 2003년에 로이터 통신에 입사했다.
2007년 9월 28일, 미얀마에서 반정부 시위를 취재 중, 시위대를 따라 현장을 촬영하다 미얀마군의 총격으로 사망한 나가이 겐지의 마지막 순간을 촬영하여 이듬해인 2008년에 퓰리처상을 수상했다.